# 青岛黎明足球俱乐部
青岛黎明足球俱乐部，是一支已解散中国足球俱乐部，球队成立于1998年，青岛黎明原是参加业余联赛的球队，球队亦曾是中国足球乙级联赛的球队。
2000年俱乐部在青岛近郊即墨工圈水库东侧征地近200亩建起了属于俱乐部自己的训练基地。
2004年俱乐部在全国足球业余联赛取得亚军才开始有了些名气。2005年，俱乐部首次参加乙级联赛，主场设在即墨市体育中心，臧蔡灵任主教练，球队号称要三年冲入中甲、五年升上中超。这个赛季，球队在预赛阶段就被淘汰，排在北区倒数第二位。2006年俱乐部将主场放在临淄，再次参加乙级联赛，仍然排在预赛北区倒数第二，无缘决赛。2007年球队最后一次参加乙级联赛，在预赛北区比赛中排名垫底。